# 29e cérémonie des Grammy Awards
La 29e cérémonie annuelle des Grammy Awards a eu lieu au Shrine Auditorium à Los Angeles le 24 février 1987.

## Palmarès
| Prix                      | Artiste                   | Titre                       |
| ------------------------- | ------------------------- | --------------------------- |
| Enregistrement de l'année | Steve Winwood             | Higher Love                 |
| Album de l'année          | Paul Simon                | Graceland                   |
| Chanson de l'année        |                           | That's What Friends Are For |
| Meilleur nouvel artiste   | Bruce Hornsby & The Range | Bruce Hornsby & The Range   |

### Pop
| Prix                                                             | Artiste                                                    | Titre                       |
| ---------------------------------------------------------------- | ---------------------------------------------------------- | --------------------------- |
| Best Pop Vocal Performance, Female                               | Barbra Streisand                                           | The Broadway Album          |
| Best Pop Vocal Performance, Male                                 | Steve Winwood                                              | Higher Love                 |
| Best Pop Performance By A Duo Or Group With Vocal                | Dionne Warwick, Elton John, Gladys Knight et Stevie Wonder | That's What Friends Are For |
| Best Pop Instrumental Performance, (Orchestra, Group Or Soloist) | Harold Faltermeyer et Steve Stevens                        | Top Gun Anthem              |
| Best New Age Recording                                           | Andreas Vollenweider                                       | Down To The Moon            |

### Rock
| Prix                                                              | Artiste                     | Titre                  |
| ----------------------------------------------------------------- | --------------------------- | ---------------------- |
| Best Rock Vocal Performance, Female                               | Tina Turner                 | Back Where You Started |
| Best Rock Vocal Performance, Male                                 | Robert Palmer               | Addicted to Love       |
| Best Rock Performance By A Duo Or Group With Vocal                | Eurythmics                  | Missionary Man         |
| Best Rock Instrumental Performance, (Orchestra, Group Or Soloist) | Art of Noise ft. Duane Eddy | Peter Gunn             |

### R&B
| Prix                                                            | Artiste                 | Titre             |
| --------------------------------------------------------------- | ----------------------- | ----------------- |
| Best R&B Vocal Performance, Female                              | Anita Baker             | Rapture           |
| Best R&B Vocal Performance, Male                                | James Brown             | Living In America |
| Best R&B Performance By A Duo Or Group With Vocal               | Prince & The Revolution | Kiss              |
| Best R&B Instrumental Performance (Orchestra, Group Or Soloist) | Yellowjackets           | And You Know That |
| Best Rhythm & Blues Song                                        |                         | Sweet Love        |

### Jazz
| Prix                                                | Artiste                                   | Titre                                     |
| --------------------------------------------------- | ----------------------------------------- | ----------------------------------------- |
| Best Jazz Fusion Performance, Vocal Or Instrumental | David Sanborn et Bob James                | Double Vision                             |
| Best Jazz Vocal Performance, Female                 | Diane Schuur                              | Timeless                                  |
| Best Jazz Vocal Performance, Male                   | Bobby McFerrin                            | Round Midnight                            |
| Best Jazz Vocal Performance, Duo Or Group           | 2+2 Plus                                  | Free Fall                                 |
| Best Jazz Instrumental Performance, Soloist         | Miles Davis                               | Tutu                                      |
| Best Jazz Instrumental Performance, Group           | Wynton Marsalis                           | J Mood                                    |
| Best Jazz Instrumental Performance, Big Band        | The Tonight Show Band With Doc Severinsen | The Tonight Show Band With Doc Severinsen |

### Country
| Prix                                                                 | Artiste       | Titre                                     |
| -------------------------------------------------------------------- | ------------- | ----------------------------------------- |
| Best Country Vocal Performance, Female                               | Reba McEntire | Whoever's In New England                  |
| Best Country Vocal Solo Performance, Male                            | Ronnie Milsap | Lost in the Fifties Tonight               |
| Best Country Performance By A Duo Or Group With Vocal                | The Judds     | Grandpa (Tell Me 'Bout The Good Old Days) |
| Best Country Instrumental Performance, (Orchestra, Group Or Soloist) | Ricky Skaggs  | Raisin' The Dickins                       |
| Best Country Song                                                    |               | Grandpa (Tell Me 'Bout The Good Old Days) |

### Gospel
| Prix                                                          | Artiste                         | Titre             |
| ------------------------------------------------------------- | ------------------------------- | ----------------- |
| Best Gospel Performance, Female                               | Sandi Patti                     | Morning Like This |
| Best Gospel Performance, Male                                 | Philip Bailey                   | Triumph           |
| Best Gospel Performance By A Duo Or Group, Choir Or Chorus    | Sandi Patti et Deniece Williams | They Say          |
| Best Soul Gospel Performance, Female                          | Deniece Williams                | I Surrender All   |
| Best Soul Gospel Performance, Male                            | Al Green                        | Going Away        |
| Best Soul Gospel Performance By A Duo, Group, Choir Or Chorus | The Winans                      | Let My People Go  |

### Musiques du monde
| Prix                              | Artiste                                       | Titre                     |
| --------------------------------- | --------------------------------------------- | ------------------------- |
| Best Latin Pop Performance        | José Feliciano                                | Le Lo Lai                 |
| Best Tropical Latin Performance   | Rubén Blades                                  | Escenas                   |
| Best Mexican-American Performance | Flaco Jimenez                                 | Ay Te Dejo En San Antonio |
| Best Traditional Blues Recording  | Robert Cray, Albert Collins & Johnny Copeland | Showdown!                 |
| Best Traditional Folk Recording   | Doc Watson                                    | Riding the Midnight Train |
| Best Contemporary Folk Recording  |                                               | Tribute To Steve Goodman  |
| Best Polka Recording              | Jimmy Sturr & His Orchestra                   | I Remember Warsaw         |
| Best Polka Recording              | Eddie Blazonczyk's Versatones                 | Another Polka Celebration |
| Best Reggae Recording             | Steel Pulse                                   | Babylon the Bandit        |

### Musique classique
| Prix                                                                                      | Artiste                | Titre                                                     |
| ----------------------------------------------------------------------------------------- | ---------------------- | --------------------------------------------------------- |
| Best Classical Album                                                                      |                        | Horowitz - The Studio Recordings, New York 1985           |
| Best Classical Orchestral Recording                                                       |                        | Liszt: A Faust Symphony                                   |
| Best Opera Recording                                                                      |                        | Bernstein: Candide                                        |
| Best Choral Performance (Other Than Opera)                                                |                        | Orff: Carmina Burana                                      |
| Best Classical Performance - Instrumental Soloist Or Soloists (With Or Without Orchestra) |                        | Horowitz - The Studio Recordings, New York 1985           |
| Best Chamber Music Performance                                                            | Emanuel Ax et Yo-Yo Ma | Beethoven: Cello And Piano Sonata No. 4 In C & Variations |
| Best Classical Vocal Soloist Performance                                                  |                        | Mozart: Kathleen Battle Sings Mozart                      |
| Best Contemporary Composition                                                             | Witold Lutoslawski     | Lutoslawski: Symphony No. 3                               |
| Best Engineered Recording, Classical                                                      |                        | Horowitz - The Studio Recordings, New York 1985           |
| Classical Producer Of The Year                                                            | Thomas Frost           | Thomas Frost                                              |

### Autres
| Prix                                              | Artiste                                                                                           | Titre                                                    |
| ------------------------------------------------- | ------------------------------------------------------------------------------------------------- | -------------------------------------------------------- |
| Best Recording For Children                       | The Sesame Street Muppets                                                                         | The Alphabet                                             |
| Best Comedy Recording                             | Bill Cosby                                                                                        | Those Of You With Or Without Children, You'll Understand |
| Best Spoken Word Or Non-Musical Recording         | Johnny Cash, Carl Perkins, Jerry Lee Lewis, Roy Orbison, Sam Phillips, Rick Nelson et Chips Moman | Interviews From The Class Of '55 Recording Sessions      |
| Best Musical Cast Show Album                      |                                                                                                   | Follies in Concert                                       |
| Best Instrumental Composition                     | John Barry                                                                                        | Out of Africa                                            |
| Best Music Video, Short Form                      | Dire Straits                                                                                      | Dire Straits - Brothers in Arms                          |
| Best Music Video, Long Form                       | Sting                                                                                             | Bring on the Night                                       |
| Best Arrangement On An Instrumental               |                                                                                                   | Suite Memories                                           |
| Best Instrumental Arrangement Accompanying Vocals |                                                                                                   | Somewhere                                                |
| Best Album Package                                |                                                                                                   | Tutu                                                     |
| Best Album Notes                                  |                                                                                                   | The Voice - The Columbia Years 1943-1952                 |
| Best Historical Album                             |                                                                                                   | Atlantic Rhythm And Blues 1947-1974, Vols. 1-7           |
| Best Engineered Recording - Non-Classical         |                                                                                                   | Back in the High Life                                    |
| Producer Of The Year (Non-Classical)              |                                                                                                   | Jimmy Jam & Terry Lewis                                  |